# Волшебное зеркало (балет)
«Волшебное зеркало» — фантастический балет в 4-х действиях А. Н. Корещенко, премьера которого состоялась в Мариинском театре 9 февраля 1903 года, в бенефис М. И. Петипа, и 13 февраля 1905 года в Большом театре в Москве. Балет поставлен по сказкам Александра Сергеевича Пушкина и братьев Гримм. Балет «Волшебное зеркало» стал последним балетом, которое Мариус Петипа поставил в Мариинском театре.

## История создания
Иван Всеволожский и Мариус Петипа написали либретто на основе сюжетов сказок Александра Пушкина и братьев Гримм. Балет изначально был заказан директором Императорских театров Сергеем Волконским, но когда директором театра стал Владимир Аркадьевич Теляковский и все вернулись к вопросу выбора балета для бенефиса Мариуса Петипа, последний сказал, что ему не позволяют ставить новый балет в свой бенефис.
Знакомство Мариуса Петипа с композитором Арсением Корещенко состоялось благодаря Александру Глазунову, и Корещенко стал работать над балетом. 17 октября 1901 года Арсений Корещенко проигрывал балет «Волшебное зеркало» у Владимира Теляковского. В зале присутствовали: Гердт, Аистов, И. А. Всеволожский, Лаппа, Иванов, Шенк. Длительность балета составила 3 часа. Мариус Петипа не присутствовал на этом мероприятии. Балетмейстер Александр Ширяев упоминал в мемуарах, что Петипа не любил музыку Корещенко, и что он мог работать только тогда, когда музыка ему нравится и его вдохновляет. Главная сложность состояла в том, что Петипа согласился взять балет в бенефис, не слыша музыки. Петипа не воспринимал творчество художника Александра Головина, который работал над костюмами и декорациями. Мариус Петипа в своих мемуарах отмечал, что Головин тяготеет к декадентскому искусству и игнорирует вопросы, которые в письмах шлёт ему Петипа. Мариус Петипа утверждал, что после генеральной репетиции просил Владимира Теляковского о переносе бенефиса и постановке одного из старых балетов. Но уже нельзя было ничего отменить. Не все костюмы и декорации были изготовлены вовремя, и часть из них привезли из Москвы к премьере. Премьера состоялась 9 февраля 1903 года в Мариинском театре. Участвовали Мария Петипа, Кшесинская, М.Петипа, Гердт, А. Павлова, Обухин, Седова, А.Гиллерт, Фокин, С. Легат, И.-М. Кшесинский.

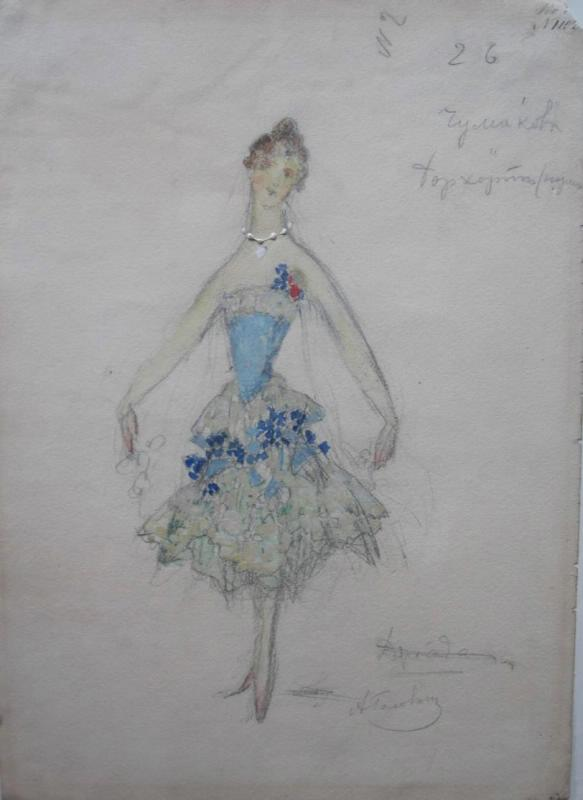
Эскиз женского костюма. Голубая балерина. "Волшебное зеркало". Санкт-Петербург, Императорский Мариинский театр
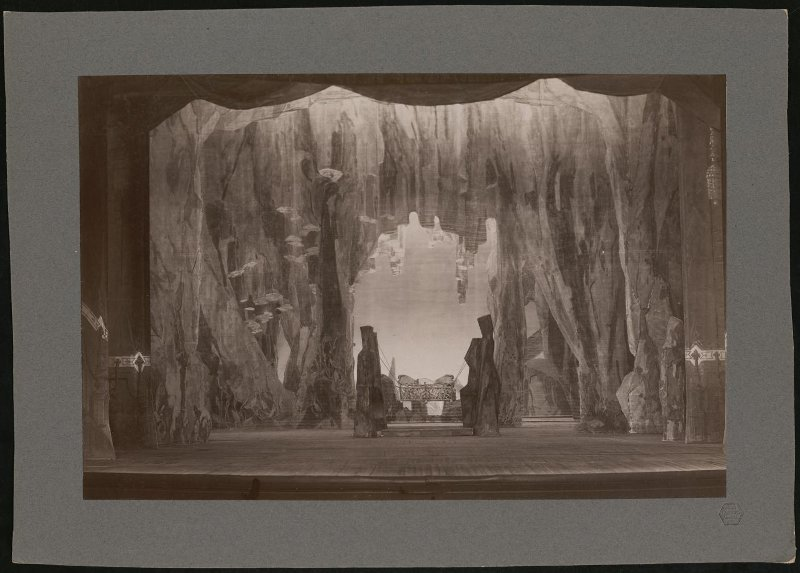
Декорации. 2 акт, 2 картина
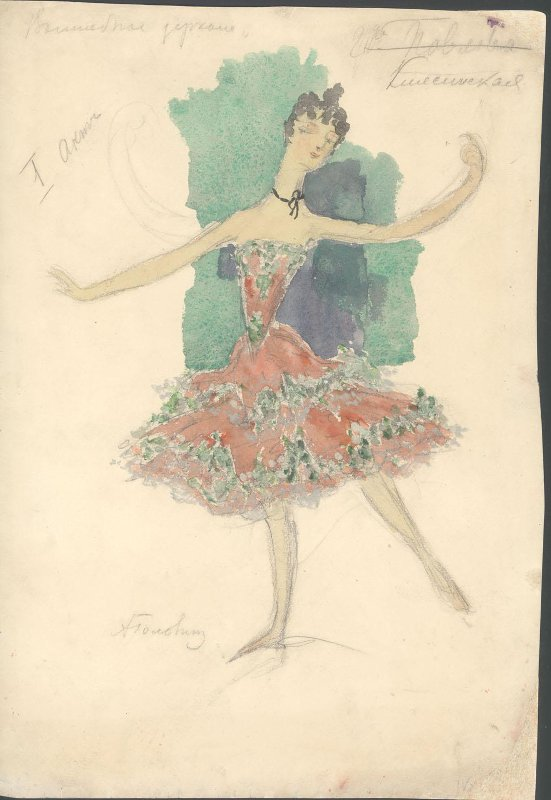
Эскиз костюма для М.Ф.Кшесинской к балету "Волшебное зеркало" А.Н.Корещенко.
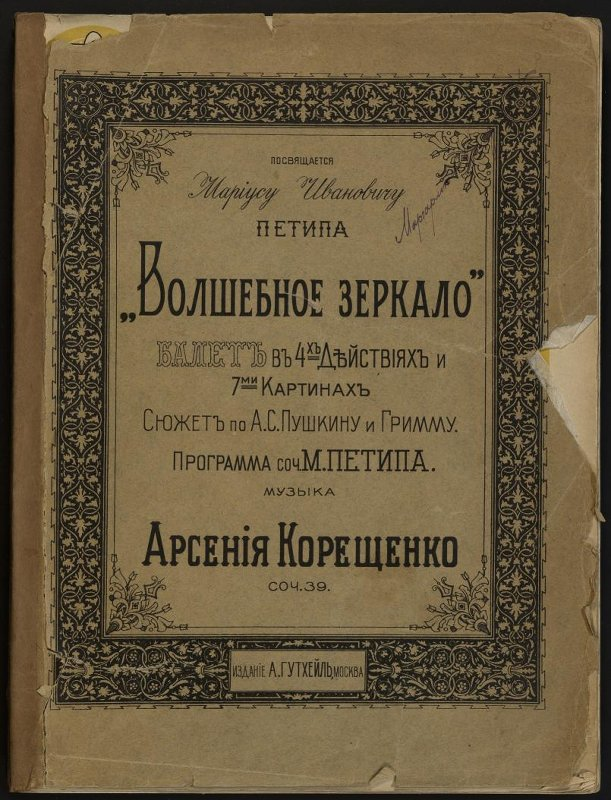
Клавир балета "Волшебное зеркало"

28 декабря 1903 года балет опять был показан на сцене Мариинского театра. В художественном иллюстрированном журнале «Мир искусства» за 1904 год появилась публикация о восстановленном балете критика Александра Бенуа. Он утверждал, что хорошая музыка может сгладить многие проблемы балета, но на сей раз этого не может сделать музыка Арсения Корещенко. Он называл её «несуразной и неталантливой», в особенности ругая исполнение и то, что музыка плохо склеена. Он отмечал, что некоторые танцы неплохи по темам, как и лейтмотивы. Существовало мнение, что плохое звучание можно было объяснить плохой четкостью партитуры и ошибками в ней, но критик отмечал, что за 10 месяцев с момента премьеры это можно было бы исправить. Бенуа говорил, что Петипа преподнёс для публики много хороших комбинаций de sa manière, а у костюмов и декораций Головина есть непродуманность и отсутствие единой мысли. Постановка Головина и музыка Корещенко плохо соответствуют сюжету Петипа, как будто бы во время своей работы они не взаимодействовали. Первая декорация «Волшебного зеркала» создана в серо-серебряных, желтых и голубовато-зеленых тонах. Костюм Кшесинской в первом действии был из коричневых, зеленых и серебряных тканей и напоминал предмет женского туалета XVIII века.
13 февраля 1905 года состоялась премьера балета в Большом театре в Москве. Автор либретто — М. И. Петипа, хореография — А. А. Горского.
Партию короля исполнил К. С. Кувакин. Королева — Л. М. Востокова. Принцесса — Е. В. Гельцер. Принц — В. Д. Тихомиров. Также участвовали: Мосолова, В. А. Рябцев, В. Ф. Гельцер, Чудинов и Менжес.
Соло на скрипке — Крейн, на арфе — Омэ, на челесте — Гантер, на виолончели — Аспергер, на валторне — Эккерт. Декорации: А.Я Головин. Костюмы: Иващенко, Неменского, Пипара, Каффи. Бутафория — Поляков. Директор — А. Ф. Арендс. Балет «Волшебное озеро» состоит из 4 действий и 7 картин.
Балет «Волшебное зеркало» демонстрировался в Большом театре в 1906 и 1907 годах. «Волшебное зеркало» было представлен на закрытии балетного сезона 20 апреля 1908 года. 2 сентября 1909 года этот балет показывали на открытии балетного сезона в Большом театре. Участвовали Болдина, Балашова, Мордкин, Щипанов.

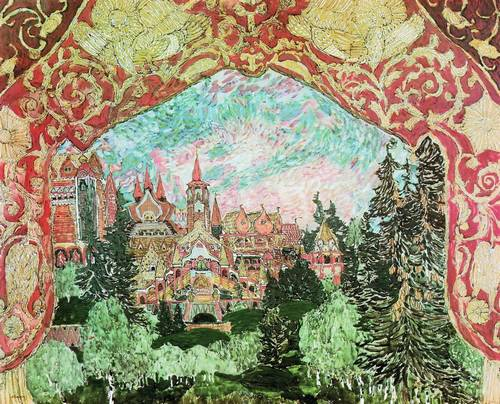
Терема. Эскиз декораций к балету А. Н. Корещенко «Волшебное зеркало», 1903 год

Сохранилось изображение костюма гнома для спектакля «Волшебное зеркало» А. Я. Головина.

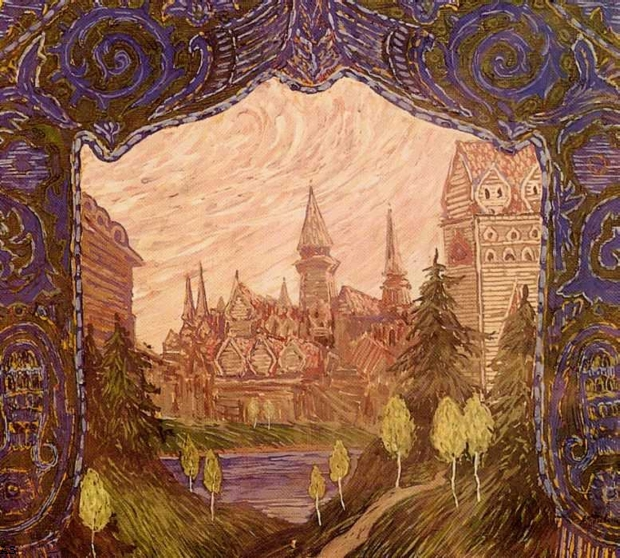
Эскиз декораций к балету А. Н. Корещенко «Волшебное зеркало», 1905 год

## Действующие лица
- Король — П. А. Гердт
- Королева — М. М. Петипа
- Принцесса (дочь короля от первого брака) — М. Ф. Кшесинская
- Принц, её жених — С. Г. Легат[4]
- Няня принцессы — г-жа Петипа 2
- Обер-гофмаршал — г-н Гиллерт
- Польский магнат — г-н Кшесинский 2
- Свита принца — г-н Обухов, г-н Фокин
- Свита принцессы — г-жа Павлова 2, г-жа Егорова 2[15].

## Либретто
В саду идет уборка, садовники и садовницы плетут корзины и гирлянды для королевы. Появляется король, он стар. Выходит королева, она молода и красива. Король старается угодить королеве, все окружающие дарят ей цветы. Исполняется сельский вальс. Король приказывает привести торговцев кружевом и продавцов старинного богемского хрусталя и драгоценных камней. Среди товаров есть волшебное зеркало, у которого есть необычное свойство - оно показывает самую красивую женщину всего царства. Королева рада, увидев себя в зеркале. Король покупает зеркало и приказывает отнести его в комнату королевы. Королева спрашивает у зеркала, оно ли всех прекраснее, и видит в зеркале не свое отражение, а отражение принцессы. Королева в ужасе. Появляется принцесса, её жених и его свита. Королева начинает завидовать принцессе. Королева ещё раз спрашивает у зеркала, кто прекраснее всех на свете, и опять видит в отражении принцессу. Королева от злости и гнева падает в обморок.
Королева, глядя на зеркало, говорит, что пока принцесса будет жить в королевстве, королева не сможет быть всех прекраснее, и поэтому принцесса должна умереть. Королева приказывает няне принцессы пойти в лес и умертвить там девушку. Няня просит сжалиться над принцессой. Королева вручает няне кинжал - если няня не будет ей подчиняться, то тоже умрет. Принцесса приходит к королеве и приглашает её присутствовать на свадьбе принца и принцессы, королева соглашается. Она просит девушку пойти в ближайший лес для того, чтобы принести королеве незабудки. Принцесса и няня уходят в лес. Принцессе не нравится в лесу, она понимает, что там нет незабудок. Она спрашивает, зачем няня отвела её так далеко от замка, и няня, плача, отвечает, что у неё есть приказ от королевы убить девушку, потому что та стала красивее, чем королева. Принцесса просит няню пощадить её, няня оставляет её в лесу и убегает. Принцесса зовет её на помощь, но няня уже слишком далеко. Няня просит королеву о прощении, ведь она не смогла убить принцессу. Королева просит принести ей платье крестьянки, она надевает его, чтобы передать принцессе отравленное яблоко.
Принцесса сталкивается с гномами, она в ужасе, потому что не может найти выход из леса. Гномы успокаивают её. Повелитель гномов проводит принцессу в хижину и советует ей не выходить из неё и никого не впускать. Гномы уходят работать.
Возле хижины появляется королева и стучит в дверь. Принцесса открывает ей дверь и дает кусочек хлеба. Королева же протягивает ей отравленное яблоко. Принцесса откусывает от яблока и падает замертво. Королева, убегая из хижины, теряет свой платок. После работы возвращаются гномы и с ужасом обнаруживают принцессу. Они видят платок и понимают, что тут был кто-то посторонний.
По лесу бродит принц и ищет свою принцессу, но не находит её. Гному несут стеклянный гроб с принцессой вглубь грота. Повелитель гномов показывает королю, королеве, принцу и служанке место, где покоится принцесса. Принц в отчаянии разбивает стеклянный гроб. В этот же момент выкатывается отравленное яблоко. Принцесса оживает. Она бросается в объятия принца. Гном передает королю платок, который был утерян отравителем принцессы. Королева отрицает, что это её платок, но служанка рассказывает всю правду. У королевы случается быстрое умопомешательство, она рассказывает обо всем, что сделала и падает замертво.
Принц и принцесса обручаются в замке.